# فيليب كرافت
فيليب كرافت (بالألمانية: Philip Kraft)‏ هو كيميائي وأستاذ جامعي ألماني، ولد في 24 مارس 1969 في رندسبورغ في ألمانيا.